# Madame wünscht keine Kinder (1933)
Madame wünscht keine Kinder (Alternativtitel: Liane, eine Frau von heute und Madame wird kinderlieb) ist eine deutsch-österreichische Filmproduktion von 1933 unter der Regie von Hans Steinhoff. Die Hauptrollen sind besetzt mit Liane Haid und Georg Alexander. Dem Film liegt Clément Vautels Roman Madame ne veut pas d’enfants zugrunde.

## Handlung
Als der Kinderarzt Dr. Felix Rainer Madelaine Wengert kennenlernt, verliebt er sich sofort in die reizvolle Frau mit dem selbstbewussten Auftreten. Es dauert nicht allzu lange, bis beide vor den Traualtar treten. Schon auf der Hochzeitsreise wird Felix klar, dass Madelaine von ihren sportlichen Aktivitäten besessen ist, als sie während ihrer Flitterwochen ein Tennisturnier absolviert. Dazu hat sie ohne Felix’ Wissen mal eben die Hochzeitsroute verändert, um in Cannes dieses Turnier bestreiten zu können. Der rührige Schlafwagenschaffner trifft den Nagel auf den Kopf, als er Felix gegenüber äußert, dass eine Frau mit drei Tennisschlägern auf der Hochzeitsreise keine Ehefrau sei. Auch als beide zurück sind und sich ihr gemeinsames Haus einrichten, ist Felix alles andere als begeistert, als Madelaine sich neben einem Turn- und Boxzimmer auch sonst mehr nach sportlichen Gesichtspunkten einrichtet und nicht viel Wert auf ein wirkliches Heim legt. Auch stößt Felix sich daran, dass seine Frau nach wie vor ein inniges Verhältnis zu ihrem Sportsfreund Adolf hat.
Um etwas zu ändern, folgt Felix dem Rat seiner ehemaligen, sehr verständnisvollen Freundin Luise und versucht, Madelaine eifersüchtig zu machen. Zusammen mit Luise besucht er ein Eishockeyspiel, von dem er weiß, dass Madelaine ebenfalls dort ist, und sein Plan geht auf, als seine Frau mit Empörung reagiert. Die Folge ist, dass die Eheleute sich zu einem wirklichen Gespräch zusammenfinden, in dem sie sich einig sind, dass ihre Liebe das Wichtigste sei. Frisch versöhnt, geht das junge Paar erneut auf Hochzeitsreise, die dieses Mal den Namen auch verdient.  Glücklich nimmt Felix zur Kenntnis, dass Madelaine auch seinem Wunsch, bald Kinder zu haben, nicht mehr ablehnend gegenübersteht.

## Produktionsnotizen
Die Dreharbeiten fanden im November und Dezember 1932 im Sascha-Atelier von Wien-Sievering statt. Die Uraufführung von Madame wünscht keine Kinder war am 6. Januar 1933 in der österreichischen Hauptstadt, die deutsche Erstaufführung fand am 16. Januar 1933 im Atrium in Berlin statt.
Der Film weist eine Länge von 2.352 Metern, verteilt auf fünf Akte, auf. Dies entspricht einer Spieldauer von 86 Minuten. Am 9. Januar 1933 wurde bei einer Prüfung unter der Prüfnummer B.32879 ein Jugendverbot ausgesprochen. Am 16. Januar 1933 wurde dem Film ein Verbot auferlegt (B.22147), das am 26. Januar unter der Prüfnummer O.06195 bestätigt wurde.
Produktionsfirma war die Lothar Stark GmbH in Berlin. Der Produzent Anatol Potok hatte auch die Gesamtleitung, die Produktionsleitung lag bei Arthur Rosen, die Aufnahmeleitung bei Josef A. Vesely. Die Filmbauten wurden von Hans Sohnle und  Otto Erdmann entworfen und von Emil Stepanek ausgeführt. Im Film erklingen die Musiktitel: Ich geh’ nie fort von Dir; Morgens erwacht sie; Jeder ruht, wie das Schicksal ihn bettet.
Madame wünscht keine Kinder kam in den USA am 1. Juni 1933 unter dem Titel Madame Wants No Children ins Kino, 1935 lief der Film auch in Dänemark an.

## Französische Version
Der Film wurde gleichzeitig unter dem Titel Madame ne veut pas d’enfants auch in einer französischen Version abgedreht, wobei Constantin Landau neben Hans Steinhoff für die Regie verantwortlich war. Der technische Stab war identisch. Die Besetzung der französischen Version war folgendermaßen:
- Marie Glory: Elyane
- Robert Arnoux: Félix Le Barrois
- Guy Sloux: Adolphe
- Irène Brillant: Louise Boivin
- Lucien Callamand: Schaffner
- Adrien Le Gallo: Onkel
- Marguerite Templey: Madame Parizot

weitere Verfilmung
Alexander Korda drehte bereits 1926 einen Stummfilm unter demselben Titel, dem Clément Vautels Roman zugrunde liegt. Die Hauptrollen in dieser Version sind mit Maria Corda und Harry Liedtke besetzt.

## Kritik
Karlheinz Wendtland befand in seiner Kritik, dass Otto Wallburg, auch wenn er als Onkel Hugo zwar nicht in einer tragenden Rolle zu sehen sei, „doch als Vertreter des Humors unentbehrlich“ sei, dem er „mit blubberndem Lachen Gestalt“ gebe. Erwähnen müsse man auch Erika Glässner als Mutter der jungen Ehefrau. Weiter führte Wendtland aus: „Dieser Stoff, der in Frankreich, England und in der Weimarer Republik zur Aufführung kam, zeigt mit Deutlichkeit, daß Heiraten und Kinderkriegen der natürliche Wunsch der Frauen in der damaligen Zeit in allen westlichen Demokratien und Industriegesellschaften war. Die Unterstellung, nur der deutsche Film in jenen Jahren nach 1933 propagierte Ehe und Kinder, ist eben nur eine Unterstellung.“